# Атаманчук Олександр Олександрович
Олекса́ндр Олекса́ндрович Атаманчу́к (22 червня 1990 — 20 січня 2015) — старший солдат Збройних сил України, учасник російсько-української війни. Один із «кіборгів».

## Короткий життєпис
Народився 22 червня 1990 року, в місті Миропіль Закінчив Миропільську ЗОШ № 2, випускник Житомирського професійного ліцею харчових технологій.
В часі війни — стрілець-помічник гранатометника, 95-та окрема аеромобільна бригада з весни 2014-го. В бою зазнав поранення, після лікування повернувся на передову.
20 січня 2015-го загинув у бою з російськими збройними формуваннями за Донецький аеропорт — при евакуації поранених.
Без Олександра залишилися батько, вагітна на той час дружина.
Похований у Мирополі 24 січня 2015-го.

## Нагороди та вшанування
- Указом Президента України № 282/2015 від 23 травня 2015 року, «за особисту мужність і високий професіоналізм, виявлені у захисті державного суверенітету та територіальної цілісності України, вірність військовій присязі», нагороджений орденом «За мужність» III ступеня (посмертно)[1].
- Нагороджений нагрудним знаком «За оборону Донецького аеропорту» (посмертно).
- 8 травня 2015 року на фасаді Миропільської загальноосвітньої школи І-ІІІ ступенів № 2, у який навчався Олександр Атаманчук, на його честь було урочисто відкрито меморіальну дошку[2].
- 27 листопада 2015 року на фасаді Житомирського професійного ліцею харчових технологій було урочисто відкрито меморіальні дошки на честь випускників цього навчального закладу Олександра Атаманчука та Володимира Котвіцького[3][4].
- Вшановується в меморіальному комплексі «Зала пам'яті», в щоденному ранковому церемоніалі 20 січня[5][6].